# Angerona pickettaria
Angerona pickettaria är en fjärilsart som beskrevs av Louis Beethoven Prout 1903. Angerona pickettaria ingår i släktet Angerona och familjen mätare. Inga underarter finns listade i Catalogue of Life.